# Campionato sudamericano di club 1988 (hockey su pista)
Il Campionato sudamericano 1988 è stata la 7ª edizione della massima competizione sudamericana di hockey su pista riservata alle squadre di club. Il torneo ha avuto luogo dal 15 al 19 giugno 1988 in Brasile a Sertãozinho. Il titolo è stato conquistato dagli argentini dell'Estudiantil per la prima volta nella loro storia classificandosi davanti ai brasiliani del Sertãozinho. L'Estudiantil, grazie alla vittoria nella competizione, si qualificò per la Coppa Intercontinentale 1989.

## Squadre partecipanti
| Nazione   | Club          | Città        | Qualificazione |
| --------- | ------------- | ------------ | -------------- |
| Argentina | Concepción    | Concepción   |                |
| Argentina | Estudiantil   | San Juan     |                |
| Argentina | San Lorenzo   | Buenos Aires |                |
| Brasile   | Recife        | Recife       |                |
| Brasile   | Sertãozinho   | Sertãozinho  |                |
| Brasile   | Smar          |              |                |
| Colombia  | Gran Colombia |              |                |

## Risultati
|           | Partita                     |       |
| --------- | --------------------------- | ----- |
| 15-6-1988 | Estudiantil - Gran Colombia | 8 - 1 |
| 15-6-1988 | San Lorenzo - Smar          | 6 - 5 |
| 15-6-1988 | Sertãozinho - Recife        | 6 - 0 |
| 16-6-1988 | Concepción - Recife         | 7 - 2 |
| 16-6-1988 | Estudiantil - San Lorenzo   | 2 - 1 |
| 16-6-1988 | Sertãozinho - Gran Colombia | 4 - 7 |
| 16-6-1988 | Smar - Concepción           | 2 - 2 |
| 16-6-1988 | Sertãozinho - Estudiantil   | 2 - 2 |
| 16-6-1988 | San Lorenzo - Gran Colombia | 4 - 3 |
| 17-6-1988 | Estudiantil - Recife        | 2 - 1 |
| 17-6-1988 | Smar - Gran Colombia        | 5 - 2 |
|           |                             |       |

|           | Partita                    |       |
| --------- | -------------------------- | ----- |
| 17-6-1988 | Concepción - San Lorenzo   | 7 - 2 |
| 18-6-1988 | Sertãozinho - San Lorenzo  | 4 - 3 |
| 18-6-1988 | Smar - Recife              | 3 - 1 |
| 18-6-1988 | Concepción - Gran Colombia | 3 - 2 |
| 19-6-1988 | Estudiantil - Smar         | 2 - 1 |
| 19-6-1988 | Sertãozinho - Concepción   | 3 - 1 |
| 19-6-1988 | Recife - San Lorenzo       | 4 - 3 |
| 19-6-1988 | Sertãozinho - Smar         | 3 - 2 |
| 19-6-1988 | Estudiantil - Concepción   | 4 - 3 |
| 19-6-1988 | Recife - Gran Colombia     | 3 - 2 |
|           |                            |       |

## Classifica finale
|  | Pos. | Squadra       | Pt | G | V | N | P | GF | GS | DR  |
|  | ---- | ------------- | -- | - | - | - | - | -- | -- | --- |
|  | 1.   | Estudiantil   | 11 | 6 | 5 | 1 | 0 | 20 | 9  | +11 |
|  | 2.   | Sertãozinho   | 9  | 6 | 4 | 1 | 1 | 22 | 15 | +7  |
|  | 3.   | Concepción    | 7  | 6 | 3 | 1 | 2 | 23 | 15 | +8  |
|  | 4.   | Smar          | 5  | 6 | 2 | 1 | 3 | 18 | 16 | +2  |
|  | 5.   | Recife        | 4  | 6 | 2 | 0 | 4 | 11 | 23 | -12 |
|  | 6.   | San Lorenzo   | 4  | 6 | 2 | 0 | 4 | 19 | 25 | -6  |
|  | 7.   | Gran Colombia | 2  | 6 | 1 | 0 | 5 | 27 | 27 | -10 |

Legenda:
      Vincitore Campionato sudamericano.
Note:
Due punti a vittoria, uno a pareggio, zero a sconfitta.

## Campioni
| Campione del Sudamerica 1988 |
| ---------------------------- |
| Estudiantil 1º titolo        |